# Ácido yodoso
El ácido yodoso es un oxácido. Se forma a través del "anhidrido yodoso u óxido yodoso" más agua.

## Formulación
I2O3 + H2O --> H2I2O4

## Simplicación y balance
I2O3 + H2O --> 
2HIO2